# Белый перец

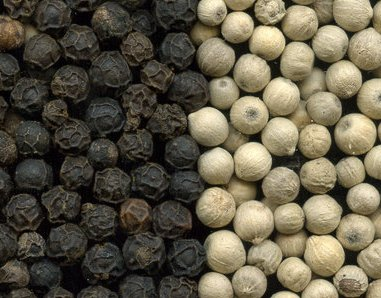
Чёрный и белый перец

Бе́лый пе́рец — зрелые плоды чёрного перца, лишённые околоплодников. Имеет коричневато-белый цвет. Используется в кулинарии как пряность.

## Получение
Околоплодник с чёрного перца снимают двумя способами: путём вымачивания в морской или известковой воде; либо ферментированием на солнце в кучах, продолжительностью 7—10 дней. Затем плоды высушивают.
Основные поставщики белого перца - Индия, индонезийский остров Суматра, Таиланд, Лаос, Малайзия, Камбоджа, Мадагаскар. Собирать урожай перца можно два раза в год: декабрь/январь и июль/август. Если не собрать зеленые ягоды сразу, и не сделать из них черный перец, то через два месяца ягоды покраснеют, и из них получат белый перец.

## Применение
Используют в целом и молотом виде, как самостоятельную пряность, так и в смесях с другими пряностями. По сравнению с чёрным перцем, белый обладает меньшей жгучестью и более тонким душистым ароматом, поэтому у него у́же сфера применения: его добавляют к отварным блюдам из мяса, рыбы и теста. Белый перец не применяют в сладких блюдах и реже, чем чёрный, используют в супах и салатах.
У белого перца богатый витаминами и ценными минералами состав. С его помощью можно улучшить аппетит и сексуальное влечение, стимулировать работу системы кровообращения, привести в норму метаболизм. 
Из-за большого содержания железа и калия медики рекомендуют включать белый молотый перец в рацион сердечникам и больным анемией.
На основе экстракта белого перца в фармакологии изготавливают согревающие мази, противовоспалительные и антимикробные компоненты лекарственных препаратов.